# Hägerstensåsens postkontor

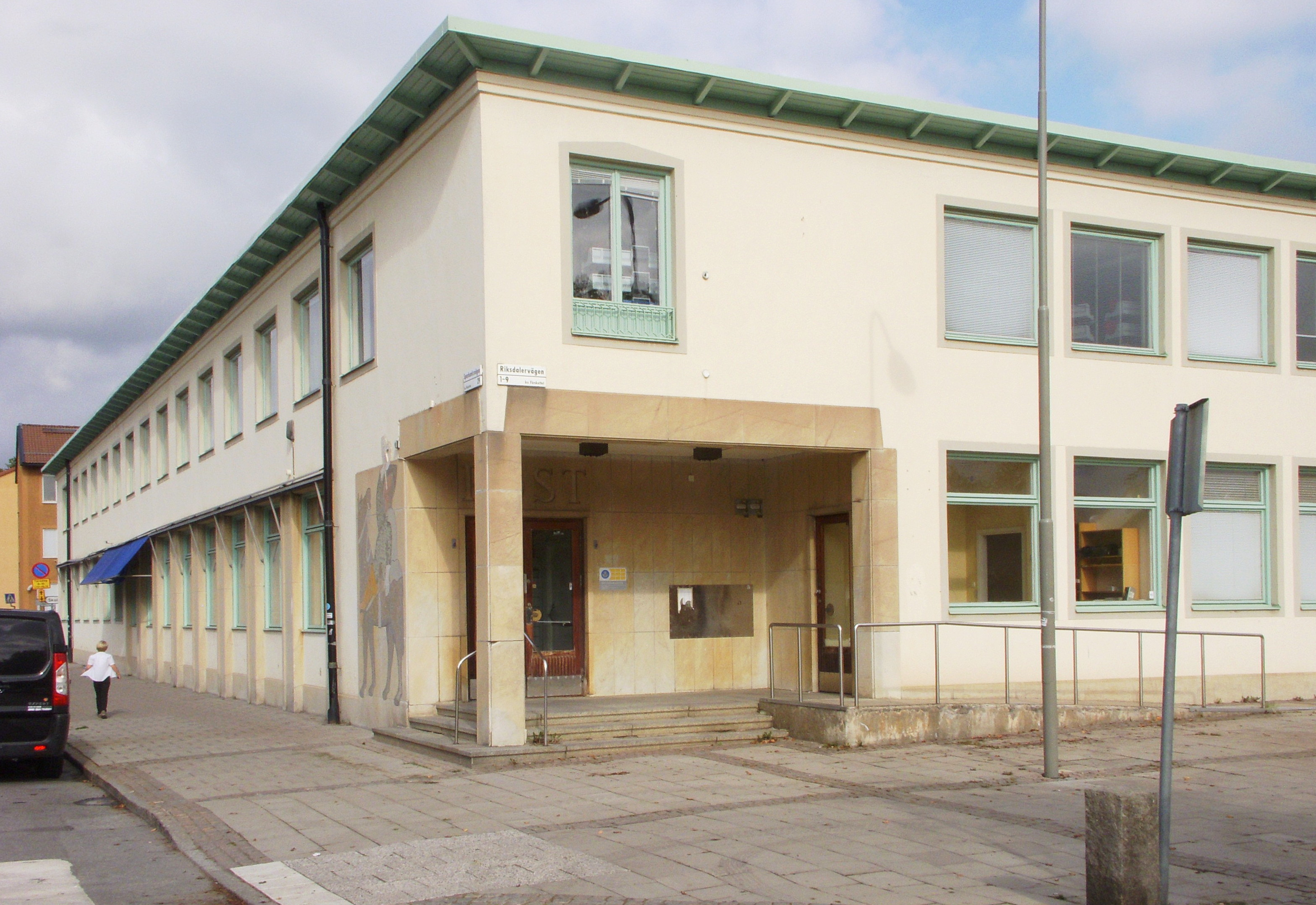
Byggnaden i september 2016.

Hägerstensåsens postkontor är en byggnad i kvarteret Förskottet i hörnet Riksdalervägen 1 och Sparbanksvägen 29 i stadsdelen Hägerstensåsen, södra Stockholm. Posthuset invigdes 1951 som stadsdelens postkontor och ritades av arkitekt Lars-Erik Lallerstedt. Posthanteringen för allmänheten är numera nerlagd, men brevsorteringen finns fortfarande kvar. Byggnaden är blåmarkerad av Stockholms Stadsmuseum, vilket är den högsta klassen och innebär att bebyggelsens kulturhistoriska värde av stadsmuseet anses motsvara fordringarna för byggnadsminnen i Kulturmiljölagen.

## Historik
| Posthuset och allmänhetens lokal 1951. |  | Posthuset och allmänhetens lokal 1951. |
| Posthuset och allmänhetens lokal 1951. |  |                                        |

En av de tidiga byggnaderna som uppfördes i den nya stadsdelen Hägerstensåsen var ett postkontor i stadsdelens centrum som fick beteckningen ”Posten Hägersten 1”. Uppdragsgivaren och byggherren var Kungliga generalpoststyrelsen som anlitade arkitekt Lars-Erik Lallerstedt att formge byggnaden. Redan 1945 började planeringen men det skulle dröja fram till 1951 innan huset blev färdigt.

## Byggnaden

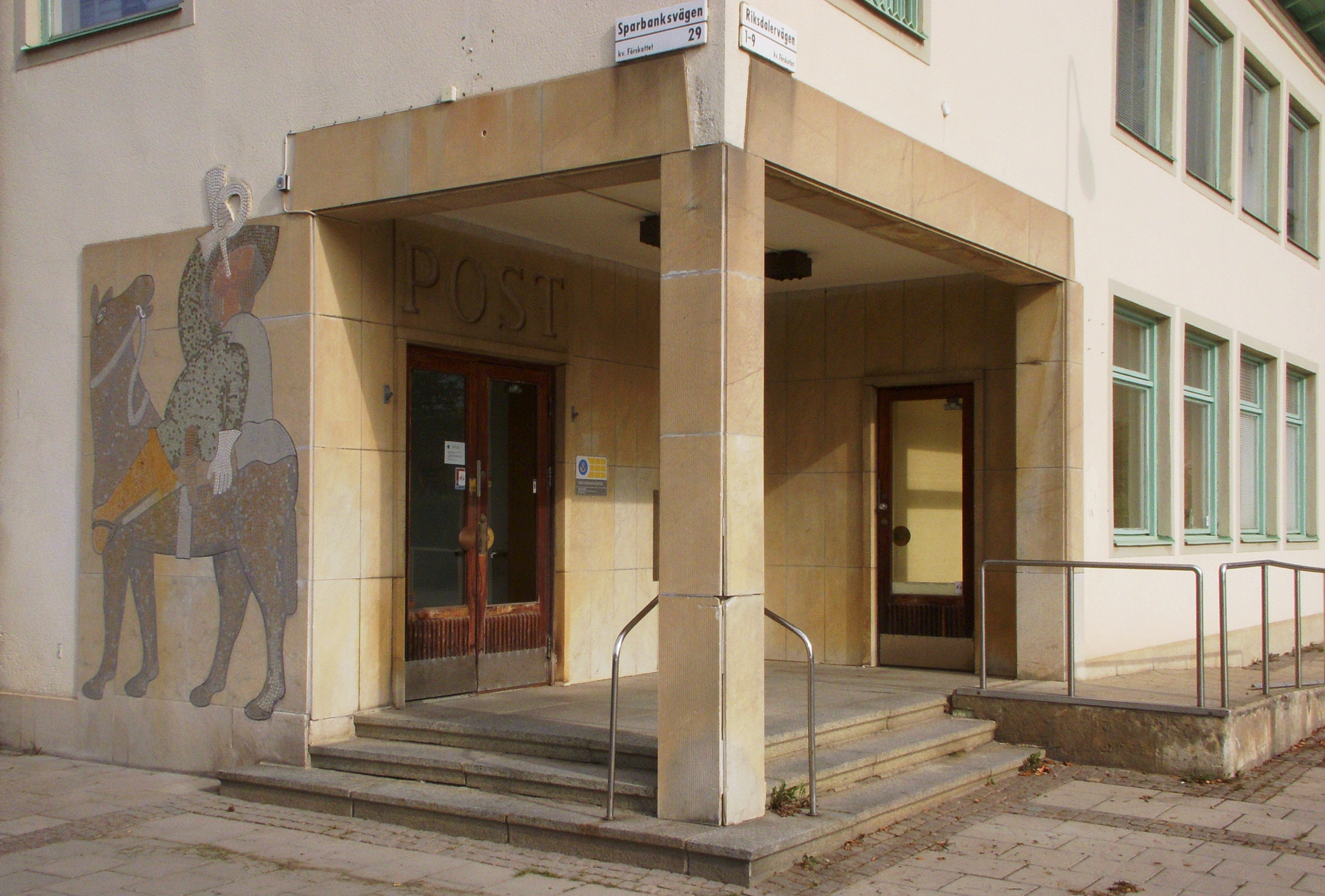
Entrén med Egon Möller-Nielsens väggmosaik.

Hela byggnaden disponerades av posten. Byggnadens olika funktioner markerades i fasaduppbyggnaden. Postens indragna hörnentré med dörrar i ek finns kvar i ursprungligt skick. Pelarna samt entréns väggar kläddes med räfflad, beigefärgad Ölandssten. Övriga fönsteromfattningar utfördes med slät, grå puts. Fasaderna är putsade och avfärgade i ljus, gulvit kulör.
På bottenvåningen låg själva postlokalen för allmänheten. Vid norra gaveln fanns en bostad för postmästaren om tre rum och kök. Däremellan låg expeditionen för ankommande och avgående gods. På övre våningsplanet låg bland annat brevbärarexpeditionen med brevsortering, omklädningsrum och lunchrum.
Golv och väggar i postlokalen var belagda med kolmårdsmarmor. Taket hade infällda lysrörsarmaturer och var perforerat för varmluftsinblåsning samt slitsat för bättre ljudabsorbering. I en reklambroschyr påpekades även att expeditionsdisken hade en frontskiva av marchalite (en sorts plastlaminat) med fältindelande lister av rostfritt stål. På fasaden mot Sparbanksvägen anbringade konstnären Egon Möller-Nielsen en väggmosaik visande en beriden, hornblåsande postiljon.